# Constantine Louloudis
Constantine Michael Louloudis (Londres, 15 de setembro de 1991) é um remador britânico, campeão olímpico.

## Carreira
Louloudis competiu nos Jogos Olímpicos de 2012 e 2016. Em Londres integrou a equipe da Grã-Bretanha do oito com que conquistou a medalha de bronze. Quatro anos depois sagrou-se campeão olímpico com a equipe do quatro sem, no Rio de Janeiro.